# IPKG
iPKG (Akronym für Itsy Package Management System, englisch für „Klitzekleines Paket-Verwaltungs-System“) ist eine eingestellte, freie Software (unter GPL) zur Paketverwaltung. Das Format wurde als Paketmanager für Computer mit wenigen Ressourcen entworfen und wird u. a. von Openmoko und Zaurus verwendet. OpenWrt verwendete ipkg früher auch, nutzt aber mittlerweile den Nachfolger opkg. Auf folgende Punkte wurde bei der Entwicklung besonderer Wert gelegt:
- Die Kontrollprogramme selbst sind sehr klein.
- Die installierten Metadaten beschränken sich auf das Wichtigste.
- Die verfügbaren Pakete sind möglichst klein. Der Paket-Baum soll sehr fein granuliert sein.

Pakete dieses Formats haben die Endung .ipk.
Abgeleitet ist dieses Format vom Debian-Paketsystem. Deshalb ist es relativ leicht, bestehende Debian-Pakete ins iPKG-Format zu konvertieren, dadurch müssen Pakete in der Regel nicht von Grund auf neu erstellt werden. Ab Version 0.99 unterstützt iPKG Debian-Pakete direkt.
iPKG wird seit 2013 nicht mehr weiterentwickelt. Mit opkg existiert aber ein Fork, der aktiv weiterentwickelt wird und beispielsweise in der Routersoftware OpenWrt Verwendung findet.

## Referenzen
1. ↑  Carl Worth, Jamey Hicks: ipkg - the Itsy Package Management System. In: Handhelds.org - Open source for handheld devices. 2. Juni 2006, archiviert vom Original am 23. August 2010; abgerufen am 14. Januar 2016 (englisch).
2. ↑  OpenMokoWiki:  Opkg (Memento des Originals vom 5. Oktober 2016 im Internet Archive)  Info: Der Archivlink wurde automatisch eingesetzt und noch nicht geprüft. Bitte prüfe Original- und Archivlink gemäß Anleitung und entferne dann diesen Hinweis. (englisch)
3. ↑  OpenWrt Wiki: OPKG Package Manager (englisch)